# カートレット内閣
カートレット内閣（カートレットないかく、英語: Carteret ministry）は、グレートブリテン王国の内閣。
一般的に首相と同等と見られた第一大蔵卿にはウィルミントン伯爵と、その死後にはヘンリー・ペラムが就任したが、実権を握っていたのはカートレット男爵だったため、内閣の名前はウィルミントンやペラムではなくカートレットの名前を冠している。
1742年にロバート・ウォルポールが失脚してウォルポール内閣が倒れたことで成立、1744年にカートレットが国王ジョージ2世に罷免されるまで続いた。

## 閣僚
| 役職                 | 肖像 | 名前                     | 在任            |
| -------------------- | ---- | ------------------------ | --------------- |
| 第一大蔵卿           |      | ウィルミントン伯爵       | 1742年 - 1743年 |
| 第一大蔵卿           |      | ヘンリー・ペラム         | 1743年 - 1754年 |
| 大法官               |      | ハードウィック男爵       | 1737年 - 1756年 |
| 枢密院議長           |      | ハリントン伯爵           | 1742年 - 1745年 |
| 王璽尚書             |      | ハーヴィ男爵             | 1740年 - 1742年 |
| 王璽尚書             |      | ゴア男爵                 | 1742年 - 1743年 |
| 王璽尚書             |      | チャムリー伯爵           | 1743年 - 1744年 |
| 北部担当国務大臣     |      | カートレット男爵         | 1742年 - 1744年 |
| 南部担当国務大臣     |      | ニューカッスル公爵       | 1724年 - 1748年 |
| 財務大臣             |      | サンズ男爵               | 1742年 - 1743年 |
| 財務大臣             |      | ヘンリー・ペラム         | 1743年 - 1754年 |
| 兵站部総監           |      | アーガイル公爵           | 1741年 - 1743年 |
| 兵站部総監           |      | モンタギュー公爵         | 1743年 - 1749年 |
| 戦時大臣             |      | トマス・ウィニングトン   | 1741年 - 1746年 |
| 海軍卿               |      | チャールズ・ウェージャー | 1733年 - 1742年 |
| 海軍卿               |      | ウィンチルシー伯爵       | 1742年 - 1744年 |
| ランカスター公領大臣 |      | チャムリー伯爵           | 1736年 - 1743年 |
| ランカスター公領大臣 |      | エッジカム男爵           | 1743年 - 1758年 |
| 陸軍支払長官         |      | ヘンリー・ペラム         | 1730年 - 1743年 |
| 陸軍支払長官         |      | トマス・ウィニングトン   | 1743年 - 1746年 |
| 商務委員会第一卿     |      | モンソン男爵             | 1737年 - 1748年 |
| アイルランド総督     |      | デヴォンシャー公爵       | 1737年 - 1744年 |